# 세줄얼게비늘
세줄얼게비늘은 동갈돔과의 물고기이다. 대한민국에서는 통영시를 중심으로 한 남해안과 제주도 연안에 서식하며 세계적으로는 일본, 중국, 대만, 베트남, 오스트레일리아, 뉴질랜드 등에 서식하고 있다.

## 모양
몸 길이는 약 14cm 정도이고 수컷과 암컷은 비슷하여 구분이 어렵다. 불그스름한 빛을 띄는 몸 위로 머리에서 꼬리까지 4-5 개의 갈색 선이 뻗어있고 꼬리 밑 부분에 검은 반점이 있다. 아래 위 턱에 작은 이빨이 있지만 송곳니는 없다. 이름은 세줄얼게비늘이지만, 실제 몸에 나 있는 줄무늬는 대개 5개이다.

## 생활
세줄얼게비늘은 부화한 지 3년이 되면 다 자라고 7년 정도 산다. 해저에 탁자처럼 놓인 암반 근처에서 서식하며 야행성이다. 낮에는 바위 틈에 몸을 숨기고 있다.
평소에는 홀로 생활하다가 산란기에 무리를 짓는다. 짝짓기 기간은 짧아 몇 일 정도로 암컷이 수컷의 주위를 돌다가 코로 옆을 쿡 찌르는 구애행동을 한다. 짝짓기 철에는 줄무늬가 옅어지고 몸의 색도 변한다.

## 짝짓기
다른 동갈돔과의 물고기와 같이 세줄얼게비늘도 수컷이 수정된 알을 입에 넣고 부화를 기다리는 부계 구강부화를 한다. 암컷이 산란하고 수정을 마치면 수컷은 알집을 입에 넣는다. 짝짓기가 끝나면 암컷은 떠나고 수컷이 혼자 새끼를 품는다. 길이 2-3 cm인 알 집 하나에는 약 1만개의 알이 들어있고 수온에 따라 다르지만 5 - 17일 사이에 부화한다.
세줄얼게비늘은 품고 있던 알이 부화하면 다시 암컷과 짝짓기를 하여 산란기 동안 여러 차례 짝짓기를 한다. 수컷은 몸집이 클 수록 한 번에 더 많은 알을 품을 수 있고 여러 차례 짝짓기를 하며 여러 암컷의 알집을 한 번 품는다. 짝짓기철이 되면 수컷은 입이 더 커지고 아래턱이 처져서 알집을 품기 알맞은 모양이 된다.
수컷은 종종 품고있던 알을 먹어버리기도 한다. 수컷이 361개의 알집을 품고 있다가 그중 47개를 먹어버린 사례도 관찰되었다. 품고 있던 알집의 12 - 18 % 정도를 먹는 것으로 알려져 있다. 수컷은 알을 품고 있는 기간 동안 다른 먹이를 먹기 어렵기 때문에 이와 같이 알을 먹는 것으로 보인다. 너무 많은 알집을 물고 있으면 호흡이 곤란하기 때문이란 설명도 있다. 알집 가운데 비교적 작은 것을 먼저 먹어버리는데 알집이 작은 것은 암컷의 몸집도 작기 때문에 이 결과 몸집이 큰 암컷이 낳은 알을 몸집이 큰 수컷이 품어 부화시키는 비율이 늘어난다.